# 陶德氏麗鰕鱂
陶德氏麗鰕鱂，為輻鰭魚綱鯉齒目鰕鱂亞目鰕鱂科的其中一種，為熱帶淡水魚，分布於非洲獅子山Scarcies河流域下游，體長可達8公分，棲息在溪流、沼澤底中層水域，生活習性不明，可作為觀賞魚。

## 擴展閱讀
維基物種上的相關：陶德氏麗鰕鱂